# T'ammazzerei/Era solo un mese fa
T'ammazzerei/Era solo un mese fa è in nono 45 giri della cantante pop Raffaella Carrà, pubblicato e distribuito nel 1972 dall'etichetta discografica RCA Italiana.

## Descrizione
Ultimo disco inciso dalla cantante per la RCA, ha raggiunto la sedicesima posizione dei singoli più venduti.
I due brani, mai inseriti in un album ufficiale, compaiono nel 1974 sulla compilation I successi di Raffaella Carrà, non promossa dall'artista, pubblicata dalla RCA International solo in Italia e in formato Stereo8; poi ristampata nel 1994 su CD e MC aumentandone il numero dei brani. Le prime versioni ufficiali e digitalizzate sono reperibili sul CD Raffica - Balletti & Duetti del 2008.

## T'ammazzerei
Era la sigla di apertura e raccordo del programma radiofonico Gran varietà, condotto da Raffaella su Radio 2 tra il novembre 1972 e il marzo 1973.
Nella terza edizione (93/94) della trasmissione Non è la Rai, Letizia Mongelli ne canta una cover, doppiando Sofia Sed.
Incisione inserita nella compilation Non è la Rai sTREnna del 1993 (RTI Music, RTI 1048-2).
Il brano fu anche utilizzato da Dino Risi nella colonna sonora del film Mordi e fuggi del 1973 con Marcello Mastroianni.

## Era solo un mese fa
É il lato B del disco.

## Tracce
Edizioni musicali RCA Italiana.
Lato A
1. T'ammazzerei[4] – 2:59 (testo: Antonio Amurri – musica: Gianni Boncompagni)

Lato B
1. Era solo un mese fa[5] – 5:07 (testo: Antonio Amurri – musica: Marcello De Martino)

## Classifiche
| Classifica (1973) | Posizione raggiunta |
| ----------------- | ------------------- |
| Italia            | 16                  |